# Bathydomus
Bathydomus is een geslacht van weekdieren uit de klasse van de Gastropoda (slakken).

## Soorten
- Bathydomus calathiscus (Watson, 1882)
- Bathydomus obtectus Thiele, 1912
- Bathydomus setosus (Watson, 1882)